# Tembulandia
Tembulandia es una región natural de la provincia Cabo Oriental en Sudáfrica. Es el territorio tradicional del pueblo tembu, subgrupo de la nación xhosa. En la antigüedad era conocido como Tamboekieland o  Tambookieland.

## Geografía
En los registros históricos, Tembulandia comprendía la zona ubicada entre Umtata y aguas arriba del río Kei. Por tanto, abarcaba un área de 80 por 193 km, pese a que su frontera era disputada con Pondolandia, ubicada en la costa sudafricana, y con el territorio del pueblo mFengu en el sur. Sin embargo, dicha área geográfica ha cambiado en el transcurso del tiempo.
Antes de la conquista europea, el territorio se dividía en Tembulandia, la Tembulandia de los emigrantes y Bomvanalandia (el pueblo bomvana guardaba parentesco con los tembu y se ubicaba en el lado este del río bashee, posteriormente el distrito de Elliotdale). Ya durante los años de la colonización europea se dividía en los distritos de Emjanyana, Engcobo, Mqanduli, Umtata, St. Marks, Southeyville y Xalanga.

## Historia

### Primeros registros
Los pueblos cazadores-recolectores san y khoikhoi habitaron la región desde la prehistoria en grupos nómadas, alrededor de 30000 años a. C. Para el siglo XVI, el pueblo granjero nguni arribó al área desde el territorio noreste. Un subgrupo de los nguni derivó en el pueblo tembu. Sin embargo, pese a que se consideraban parte de los nguni, los tembu se asimilaron al vecino pueblo xhosa.
Tembulandia había sido un reinado independiente gobernado por el clan hala, hasta la irrupción de los británicos a partir del siglo XIX. Desde 1871 los tembu se involucraron en una guerra contra una alianza de pueblos xhosa, que involucraba a los pondo, los bomvana y los gcaleka. El jefe supremo de los tembu, Ngangelizwe, había tratado de unir a varios clanes de su reino, pero era agobiado por las fuerzas beligerantes de Sarhili, jefe de los gcaleka. Se dice que el conflicto tenía un resquemor personal, pues la primera esposa de Ngangelizwe, de nombre Novili, era hija de Sarhili, y se expandió el rumor que era maltratada por el jefe tembu.
Al enfrentar el asedio constante de sus enemigos, Ngangelizwe y sus ministros decidieron acercarse a la Colonia del Cabo, para negociar una posible alianza e incorporación a sus dominios.

### Incorporación a la Colonia del Cabo
La Colonia del Cabo, que había logrado cierto grado de independencia del gobierno británico bajo el sistema del gobierno responsable, funcionaba con un sistema inclusivo donde el derecho al sufragio se ejercía en igualdad para todos los votantes masculinos, independientemente de la raza. Sus leyes también prohibían el establecimiento de individuos de raza blanca en los territorios de los nativos. Por tanto, El Cabo era considerado por Ngangelizwe y sus ministros como un territorio al que valía la pena anexarse.
Sin embargo, Ngangelizwe era un líder muy controvertido dentro de la comunidad xhosa. De hecho, era muy odiado por los pueblos vecinos pondo y gcaleka, aparte que se le acusaba de haber cometido muchos crímenes. Por todo esto, el gobierno de El Cabo demandó su renuncia como condición previa a la anexión.
De acuerdo a los registros del parlamento de la colonia, los líderes del pueblo tembu requirieron, entre otras cosas, cuatro magistraturas con las mismas facultades de aquellos que ya ostentaban el cargo, y protección militar contra los británicos y los bandos de los gcaleka. De aceptarse dichas demandas, junto al respeto al cargo de los jefes tembu, asentirían a la anexión. El primer ministro de El Cabo, John Molteno, aceptó los términos y resolvió la incorporación legal a través de la Ley de Anexión de Tembulandia de 1876, y creó los distritos de Xalanga, St. Marks, Elliot y Engcobo.
La renuncia del controvertido rey Ngangelizwe que había sido pretendida por el gobierno de El Cabo como condición a la anexión, terminó en el olvido. Pese a todo, el acuerdo de incorporación se implementó al pie de la letra. La propiedad de los nativos se reconoció, y con la excepción de algunos misioneros y comerciantes de raza blanca, Tembulandia fue ocupado por su misma gente como parte del territorio de Transkei. Sin embargo, los británicos desplazaron a los gobernantes de El Cabo en 1878 y asumieron el mando de la colonia, lo que provocó conflictos bélicos y el fin de la implementación pacífica de los acuerdos.
La anexión se completó en 1885. Los límites de Tembulandia se encontraban entre Umtata y el río tsomo, y para ese tiempo tenía una población de 60000 habitantes. Tembulandia también proporcionó tropas a las fuerzas armadas fronterizas de El Cabo que ayudaron a las victorias militares contra los gcaleka y los pondo.

### Primeras restricciones sobre Tembulandia
De acuerdo a las leyes de la colonia de El Cabo, así como la Ley de Anexión, los europeos tenían prohibido poseer territorio en Tembulandia. Esto tenía como propósito prevenir el despojo por parte de usurpadores; sin embargo, pese a constantes discordias políticas, dichas disposiciones legales no se cumplían.
Desde la década de los años 1880, los gobiernos proimperialistas y los primeros ministros John Gordon Sprigg y Cecil Rhodes ignoraron las apropiaciones ilegales. Para 1882, los colonizadores europeos se habían desplazado al norte del río Kei y, el mismo año, el jefe Ngangelizwe les vendió un terreno de su propiedad dentro del distrito de Umtata.
Para 1884, en la Ley Gren Ray se dispuso que los jefes del pueblo tembu se convirtieran en los líderes de cada consejo de distrito, por lo que se les invistió, de hecho, como gobernadores. Durante la administración de Cecil Rhodes se aprobaron leyes como la Ley de Registro Parlamentario, que impedía los derechos para ejercer el voto de los tembu y todos los ciudadanos de raza negra en El Cabo. Sin embargo, fue la Unión Sudafricana, en el siglo XX, la que aumentó la opresión sobre Tembulandia.

### La Unión Sudafricana y elapartheid
Durante los años de la Unión Sudafricana y el inicio del apartheid, los derechos de propiedad de los tembu se fueron desconociendo gradualmente, y lo que quedaba se implementó únicamente en su territorio original.
Además, Transkei se convirtió en un bantustán. De acuerdo al apartheid, este territorio era considerado como la tierra natal de los xhosa, lo que provocó que los tembu fueran confundidos con ellos.

### Controvertido llamado a la secesión
Buyelekhaya Dalindyebo, hijo de Sabata Jonguhlanga Dalindyebo, es el rey de los tembu desde 2006. Dalindyebo hizo un controvertido llamado a la secesión en 2009, como respuesta a una acusación criminal en su contra. En diciembre de ese año se le imputó de homicidio culposo, secuestro, incendio, y agresión. Pese a que dicho llamado a la secesión de Sudáfrica se suspendió, el gobierno le indemnizó por las ofensas causadas por el juicio criminal tanto a él como a la comunidad que representa.